# Sonate K. 259
La sonate K. 259 (F.207/L.103) en sol majeur est une œuvre pour clavier du compositeur italien Domenico Scarlatti.

## Présentation
La sonate K. 259, en sol majeur, est notée Andante. C'est une sonate pleine de tendresse et très concentrée (69 mesures). L'ouverture en imitation n'est pas reprise dans la seconde partie, mais chacune est ordonnancée en quatre séquences.

## Manuscrits

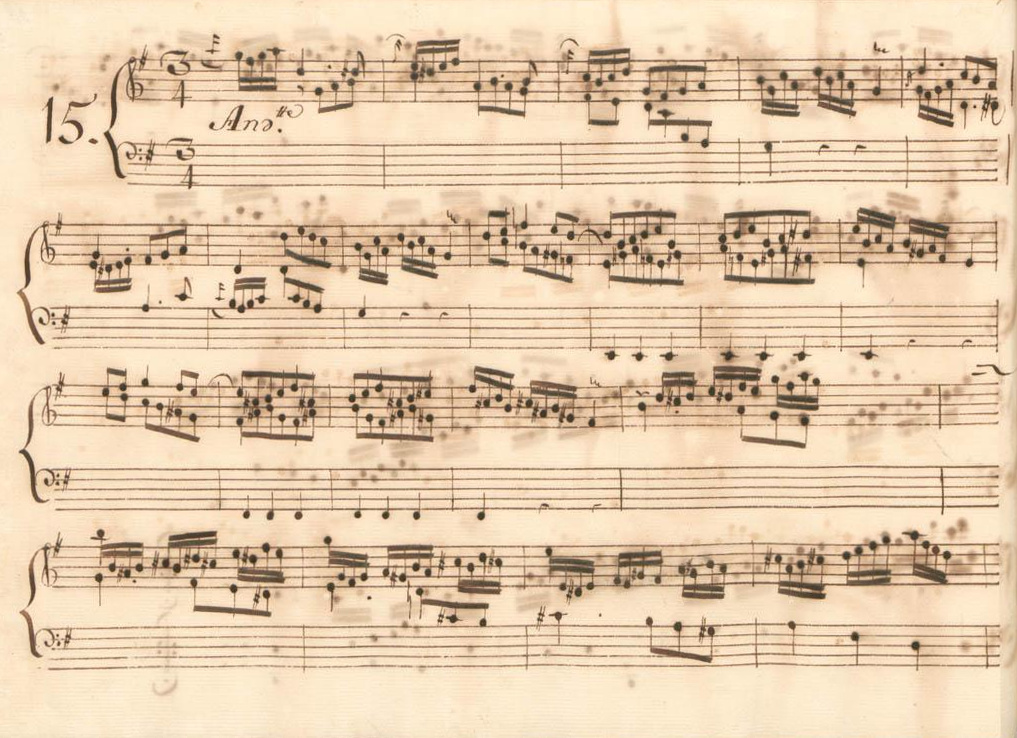
Début de la sonate, extraite du volume VI du manuscrit de Parme.

Le manuscrit principal est le numéro 24 du volume IV de Venise (1753), copié pour Maria Barbara ; l'autre étant Parme VI 15. L'autre source manuscrite est Münster II 25.

## Interprètes
La sonate K. 259 est jouée au piano, notamment par Carlo Zecchi (1937, Cetra et 1954, Westminster), Aldo Ciccolini (1954 et 1962, EMI), Mikhaïl Pletnev (1979, Melodiya et 1995, Virgin/Erato), Danièle Dechenne (nl) (1979, Musical Heritage Society), John McCabe (1981, Divin Art), Dubravka Tomšič Srebotnjak (1987, Grosse Meister), Ievgueni Zarafiants (1999, Naxos, vol. 6), Fabio Grasso (2005, Accord) et Carlo Grante (2012, Music & Arts vol. 3) ; au clavecin, elle est enregistrée par Wanda Landowska, Ralph Kirkpatrick (1954, Sony), Blandine Verlet (1976), Scott Ross (Erato, 1985), Robert Wooley (1987, EMI), Colin Booth (1994, Olympia), Władysław Kłosiewicz (1997, CD Accord), Pierre Hantaï (2004). Leo Brouwer en a donné une transcription pour guitare qu'il a enregistrée pour le label Erato (1974), parmi une douzaine de sonates.

## Sources
: document utilisé comme source pour la rédaction de cet article.
- Ralph Kirkpatrick (trad. de l'anglais par Dennis Collins), Domenico Scarlatti, Paris, Lattès, coll. « Musique et Musiciens », 1982 (1re éd. 1953 (en)), 493 p. (OCLC 954954205, BNF 34689181).
- Alain de Chambure, « Domenico Scarlatti : Intégrale des sonates — Scott Ross », p. 221, Erato (2564-62092-2), 1985 (OCLC 891183737) .
- François-René Tranchefort (dir.), Guide de la musique de piano et de clavecin, Paris, Fayard, coll. « Les Indispensables de la musique », 1987, 869 p. (ISBN 978-2-213-01639-9, OCLC 17967083), p. 642.
- (en) W. Dean Sutcliffe, The Keyboard Sonatas of Domenico Scarlatti and Eighteenth-Century Musical Style, Cambridge/New York, Cambridge University Press, 2008, xi-400 (ISBN 978-0-521-07122-2, OCLC 1005658462), p. 251 sq.